# Henriettea macfadyenii
Henriettea macfadyenii är en tvåhjärtbladig växtart som först beskrevs av José Jéronimo Triana, och fick sitt nu gällande namn av Brother Alain. Henriettea macfadyenii ingår i släktet Henriettea och familjen Melastomataceae. Inga underarter finns listade i Catalogue of Life.